# Serwul
Serwul, Serwulus – imię męskie pochodzenia łacińskiego, pierwotnie oznaczające „niewolnik”. Imię to nosilo kilku świętych Kościoła katolickiego.
Serwul imieniny obchodzi 23 grudnia.